# Jetix (Spagna)
Jetix è stato un canale televisivo spagnolo a pagamento di proprietà di The Walt Disney Company Iberia. È stato lanciato nel 2005 in sostituzione della versione spagnola di Fox Kids. È stato attivo fino al 18 settembre 2009

## Storia
Nel 2001 il gruppo Fox Family Worldwide è stato venduto a The Walt Disney Company. Anni dopo, il canale è stato cambiato in tutto il mondo in Jetix, ma in Spagna il cambiamento è avvenuto il 7 gennaio 2005. Nel 2009, Disney ha iniziato a rinominare a livello mondiale tutti i canali Jetix in Disney XD. In Spagna la sostituzione si è compiuta il 18 settembre dello stesso anno, infatti da quel giorno la versione spagnola Jetix ha terminato le sue trasmissioni.

## Versioni

### Jetix +1
Era la versione timeshift del canale che ritrasmetteva la programmazione originale un'ora dopo. È stato disponibile da giugno 2006 al 18 settembre 2009, giorno in cui è stato sostituito da Disney XD +1.

### Jetix Max
Era un contenitore di programmazione in onda su Jetix nel weekend in prima serata.